# Emmanuel Vertilaire
Emmanuel Vertilaire, né 31 juillet 1969, est juriste, magistrat, criminologue et homme politique haïtien. Il occupe actuellement le poste de conseiller-président au sein du Conseil présidentiel de transition en Haïti,.

## Biographie

### Origines et formation
Né dans la commune de La Victoire, située dans le département du Nord, Emmanuel Vertilaire effectue ses études primaires dans sa localité natale avant de poursuivre son enseignement secondaire au lycée Dumarsais Estimé à Hinche. Son parcours universitaire débute à la Faculté de droit, des sciences économiques et de gestion du Cap-Haïtien (FDSEG), où il obtient une licence en sciences juridiques en 2004.
Souhaitant approfondir son expertise en droit, il poursuit plusieurs formations spécialisées en sciences juridiques et en magistrature. Il obtient en 2022 un diplôme d'études supérieures spécialisées (DESS) en sciences juridiques, mention Criminologie et lutte contre la corruption à l’Institut des sciences, des technologies et des études avancées d’Haïti (ISTEAH).

### Carrière professionnelle
En janvier 2021, il n'est pas reconduit comme juge de siège et d'instruction au Tribunal de première instance du Cap-Haitien par le président de la République Jovenel Moïse et le ministre de la Justice Rockefeller Vincent.
En parallèle de sa carrière judiciaire, Emmanuel Vertilaire s’investit dans l’enseignement supérieur. Il est professeur d’Introduction au Droit à l’Université Publique du Nord au Cap-Haïtien (UPNCH) depuis 2022, ainsi que professeur de voies de recours et voies d’exécution à la Faculté de Droit de l’Université Anténor Firmin de Cap-Haïtien depuis 2020. Il enseigne également la procédure civile d’exécution à la Faculté de Droit, des Sciences Économiques et de Gestion du Cap-Haïtien (FDSEG) depuis 2009.

### Parcours politique

#### Premiers mandats
En 1997, il a été membre de l’Assemblée Municipale de La Victoire, puis élu secrétaire trésorier de l’Assemblée départementale du Nord. En 2005, il se porta candidat au Sénat pour le département du Nord.

#### Conseil présidentiel de transition
En 2024, il est nommé conseiller-président au sein du Conseil présidentiel de transition (CPT) de la République d’Haïti, et représente Pitit Dessalines,. En juillet 2024, Emmanuel Vertilaire a soumis sa déclaration de patrimoine au greffe du Tribunal de Première Instance de Port-au-Prince conformément aux lois haïtiennes sur la transparence,,,.
Comme membre du Conseil présidentiel de transition (CPT), il est chargé de la réforme de la justice. Il a ainsi favorisé la création de cinq tribunaux de première instance et l’instauration d’une Commission Vérité, Justice et réparation, visant à enquêter sur les crimes et massacres survenus entre 2018 et 2024 dans le pays,.

## Accusations de corruption
En octobre 2024, l'Unité de Lutte Contre la Corruption (ULCC) a publié un rapport indexant Emmanuel Vertilaire, ainsi que d’autres membres du Conseil présidentiel de transition, d’avoir tenté de retirer cent million de gourdes de Raoul Pascal Pierre-Louis pour le reconduire au poste de président du Conseil d’administration de la BNC. L'organe recommande alors leur inculpation,,,,,,,. Par ailleurs, des regroupements de la société civile réclament son retrait du Conseil présidentiel de transition.
Vertillaire estime que ces accusations sont infondées et visent à ternir son image. Par ailleurs, il argue que le rapport reflète un conflit d’intérêts impliquant le directeur général de l’ULCC, Hans Jacques Ludwig Joseph, et l'avocat de Raoul Pierre-Louis.
Par ailleurs, invoquant son immunité présidentielle qui lui serait octroyée par son statut de membre du Conseil présidentiel de transition, qui assure l'intérim présidentiel, il estime que le juge d’Instruction est incompétent pour poser des actes d’instruction à son encontre, et saisit la Cour d'appel de Port-au-Prince pour obtenir son annulation,,. Le 19 février 2025, la Cour d’appel de Port-au-Prince, se basant sur l'immunité présidentielle d'Emmanuel Vertilaire, a déclaré inopérant le mandat de comparution émis contre lui. Cependant, le mandat sera de nouveau valable une fois terminées les fonctions présidentielles de Vertilaire.